# Primal scream (Maynard Ferguson)
Primal scream is een studioalbum van Maynard Ferguson. Het liet een tweede fase in het werk van Ferguson bij Columbia Records horen. Ferguson mocht van Columbia Records (CBS) een keur van bekende musici inschakelen, in plaats van zijn eigen bigband, hetgeen achteraf 'kwaad bloed zette', aldus Mark Colby (die er wel bij mocht zijn) later bij een heruitgave. De bekendste gastmuzikant die de Media Sound geluidsstudio bezocht voor het album was Chick Corea, hij speelde een synthesizersolo in zijn eigen The Cheshire cat walk. Tijdens de promotieconcerten voor dit album speelde zijn eigen bigband weer en dan met name zijn uittreksel uit de muziek van Pagliacci geschreven door Ruggiero Leoncavallo, naar een arrangement van Jay Chattaway. Dit stuk muziek mocht Ferguson ook spelen tijdens de afsluitingsceremonie van de Olympische Zomerspelen 1976 in Montréal. 
De muziekproducent Bob James bracht diverse musici mee, waaronder Steve Gadd, Gary King en Eric Gale.  

## Musici
- Maynard Ferguson: trompet

### Ritmesectie
- slagwerk: Steve Gadd
- basgitaar: Gary King
- gitaar: Eric Gale, Jeff Mironov, Jerry Friedman
- Percussie: Ralph MacDonald
- piano, ARP Synthesizer, Clavinet: Bob James
- Elektrische piano and Mini Moog Synthesizer: Chick Corea (The Cheshire cat walk only)

### Blazerssectie
- dwarsfluit en baritonsaxofoon: Bobby Militello
- sopraansaxofoon en tenorsaxofoon: Mark Colby
- altsaxofoon: David Sanborn
- tenorsaxofoon: Joe Farrell
- trompet: Marvin Stamm
- trompet en flugelhorn: Jon Faddis, Bernie Glow, Stan Mark
- trombone: Tony Studd
- bastrombone: David Taylor, Paul Faulise
- hoorn: Brooks Tillotson, Earl Chapin

### Zangers
- Patti Austin
- Lani Groves
- Hilda Harris

### Strijkerssectie
- viool: David Nadien, Max Ellen, Harry Cykman, Paul Gershman, Emanuel Green, Charles Libove, Joseph Malin, Frederick Buldi
- altviool: Theodore Israel, Emanuel Vardi
- cello: Alan Schulman, Charles McCracken

## Muziek
| Nr. | Titel                                            | Duur  |
| --- | ------------------------------------------------ | ----- |
| 1.  | Primal scream (Chattaway, Ferguson)              | 7:07  |
| 2.  | The Cheshire cat walk (Corea, arr. Corea)        | 10:06 |
| 3.  | Invitation (Bronisław Kaper)                     | 5:43  |
| 4.  | Pagliacci (Ruggiero Leoncavallo, arr. Chattaway) | 5:53  |
| 5.  | Swamp (Eric Gale, arr. Eric Gale)                | 7:20  |